# Pleurotomella corrida
Pleurotomella corrida é uma espécie de gastrópode do gênero Pleurotomella, pertencente a família Raphitomidae.